# اگوتایا، پالاوان
اگوتایا، پالاوان (به لاتین: Agutaya, Palawan) یک سکونتگاه مسکونی در فیلیپین است که در پالاوان واقع شده‌است.

## خصوصیات
اگوتایا ۳۷٫۳۱ کیلومترمربع مساحت و ۱۱٬۹۰۶ نفر جمعیت دارد.